# Raión de Slaviansk
El raión de Slaviansk (del ruso: Славянский район) es uno de los treinta y siete raiones en los que se divide el krai de Krasnodar, en Rusia. Está situado en el área occidental del krai. Limita al sur con el raión de Krymsk, al suroeste con el raión de Temriuk, al noroeste con el mar de Azov, al norte con el raión de Primorsko-Ajtarsk, al nordeste con el raión de Kalíninskaya y al este con el raión de Krasnoarméiskaya. Su centro administrativo es Slaviansk-na-Kubani.
Su territorio se halla en el delta del Kubán y está surcado por varios de sus distributarios. Su frontera sur es el río Kubán y su frontera al este y al norte es su distributario el Protoka. Ambos finalizan en el mar de Azov, que baña las costas del noroeste del raión, compuestas por marismas y limanes que ocupan 88 400 ha y están protegidas por el Convenio de Ramsar.

## Historia
El raión fue establecido el 2 de junio de 1924 en el territorio del ókrug del Kubán del óblast del Sudeste. En su composición entró parte del anterior otdel de Slaviansk del óblast de Kubán-Mar Negro. Inicialmente formaban parte de él 10 selsoviets: Anastásiyevski, Ivánovski, Petrovski, Poltavski, Slavianski, Starodzherelíyevski, Tijovski, Troitski, Trudobelikovski y Chernoyerkovski. El 16 de noviembre de ese año pasa a formar parte del krai del Cáucaso Norte. 
El 11 de febrero de 1927 le fueron agregados cinco selsoviets: Grívenski, Grishkovski, Lébedinski, Novonikoláyevski y Staronizhestebliyevski del anulado raión de Popovichevskaya. El 10 de enero de 1934 entra en la composición del krai de Azov-Mar Negro y el 31 de diciembre de ese año se separaba el raión de Ivánovskaya con centro en la stanitsa Staronizhestebliyevskaya, el raión de Krasnoarméiskaya y el raión de Chernoyerkovskaya con centro en la stanitsa Petróvskaya. 
El 13 de septiembre de 1937 fue subordinado al krai de Krasnodar. El 22 de agosto de 1953 el raión de Chernoyerkovskaya fue anulado y su territorio reintegrado en el raión de Slaviansk. Entre el 11 de febrero de 1963 y el 30 de diciembre de 1966 el raión de Krasnoarméiskaya fue anexado al de Slaviansk. El 26 de octubre de 1965 la ciudad de Slaviansk-na-Kubani fue separada del raión y subordinada directamente al krai, aunque se mantuvo como su centro. 
En 1993 se anularon los selsoviets y en 2005 se estableció la división administrativa actual en 15 municipios, entre los que se incluye el municipio de la ciudad de Slaviansk-na-Kubani.

## Demografía
| Año  | Población |
| ---- | --------- |
| 1959 | 75 376    |
| 1970 | 44 748    |
| 1979 | 55 642    |
| 1989 | 59 266    |
| 2002 | 66 129    |
| 2009 | 131 343   |

El 49.3 % de la población es urbana y el 50.7 % es rural.

## División administrativa
El raión se divide en 1 municipio urbano y 14 municipios rurales, que engloban a 45 localidades.
| Municipios de tipo urbano         | Poblaciones* |
| --------------------------------- | --- |
| Municipio urbano Slavianskoye     | - ciudad Slaviansk-na-Kubani |
| Municipios de tipo rural          | |
| Municipio rural Anastásievskoye   | - stanitsa Anastásiyevskaya - jútor Jánkov - jútor Prikubanski - jútor Urma                                                               |
| Municipio rural Achuyevskoye      | - seló Achúyevo - jútor Slobodka |
| Municipio rural Golubaya Niva     | - posiólok Golubaya Niva |
| Municipio rural Zaboiskoye        | - posiólok Zaboiski - jútor Solodkovski - jútor Dereviankovka                                                                             |
| Municipio rural Kírovskoye        | - jútor Galitsyn - seló Pogorelovo - jútor Bélikov - jútor Krasnoarmeiski Gorodok                                                         |
| Municipio rural Kórzhevskoye      | - jútor Kórzhevski - jútor Shaparskoi |
| Municipio rural Mayevskoye        | - jútor Mayevski - jútor Serbin - jútor Kolésnikov - jútor Troitski                                                                       |
| Municipio rural Petróvskoye       | - stanitsa Petróvskaya - jútor Vodni |
| Municipio rural Pribrezhnoye      | - posiólok Sovjozni - posiólok Pribrezhni - posiólok Vishniovi - posiólok Sadovi - posiólok Stepnói                                       |
| Municipio rural Prikubánskoye     | - jútor Prikubanski - posiólok Kirpichni - posiólok MTF-8 koljoza "Put k komunizmu" - jútor Sobolevski                                    |
| Municipio rural Protókskoye       | - jútor Baranikovski - jútor Neshadímovski - jútor Semisvodni - jútor Gubernatorski                                                       |
| Municipio rural Risovoye          | - posiólok Risovi |
| Municipio rural Tselinnoye        | - posiólok Tselinni |
| Municipio rural Chernoyerkovskoye | - stanitsa Chernoyerkovskaya - jútor Verjni - jútor Kalabatka - jútor Mostovianski - jútor Stavkí - jútor Prórvenski - jútor Chorni Yérik |

*Los centros administrativos están resaltados en negrita.

## Economía y transporte
La región tiene un variado tejido industrial en el que la mayor importancia corresponde a la industria alimentaria y al sector petrolero (aquí se extrae el 45 % de los hidrocarburos del Kubán). La agricultura tiene un peso representativo al nivel del krai (es uno de los principales productores de arroz del krai y de Rusia) y se desarrollan actividades de piscicultura y ganadería, tanto para leche como para carne.
El área está comunicada por ferrocarril (estación Protoka) con Krymsk y Timashovsk desde donde se enlaza hacia Port Kavkaz, Novorosíisk, Krasnodar o Rostov. La carretera Krasnodar-Temriuk-Port-Kavkaz pasa por la localidad, que también está conectada por carretera con Novorosíisk al sur.
El aeropuerto de Slaviansk-na-Kubani está situado al sudeste del centro administrativo del raión.